# Aristoteles fysik
För andra betydelser, se Aristoteles (olika betydelser).

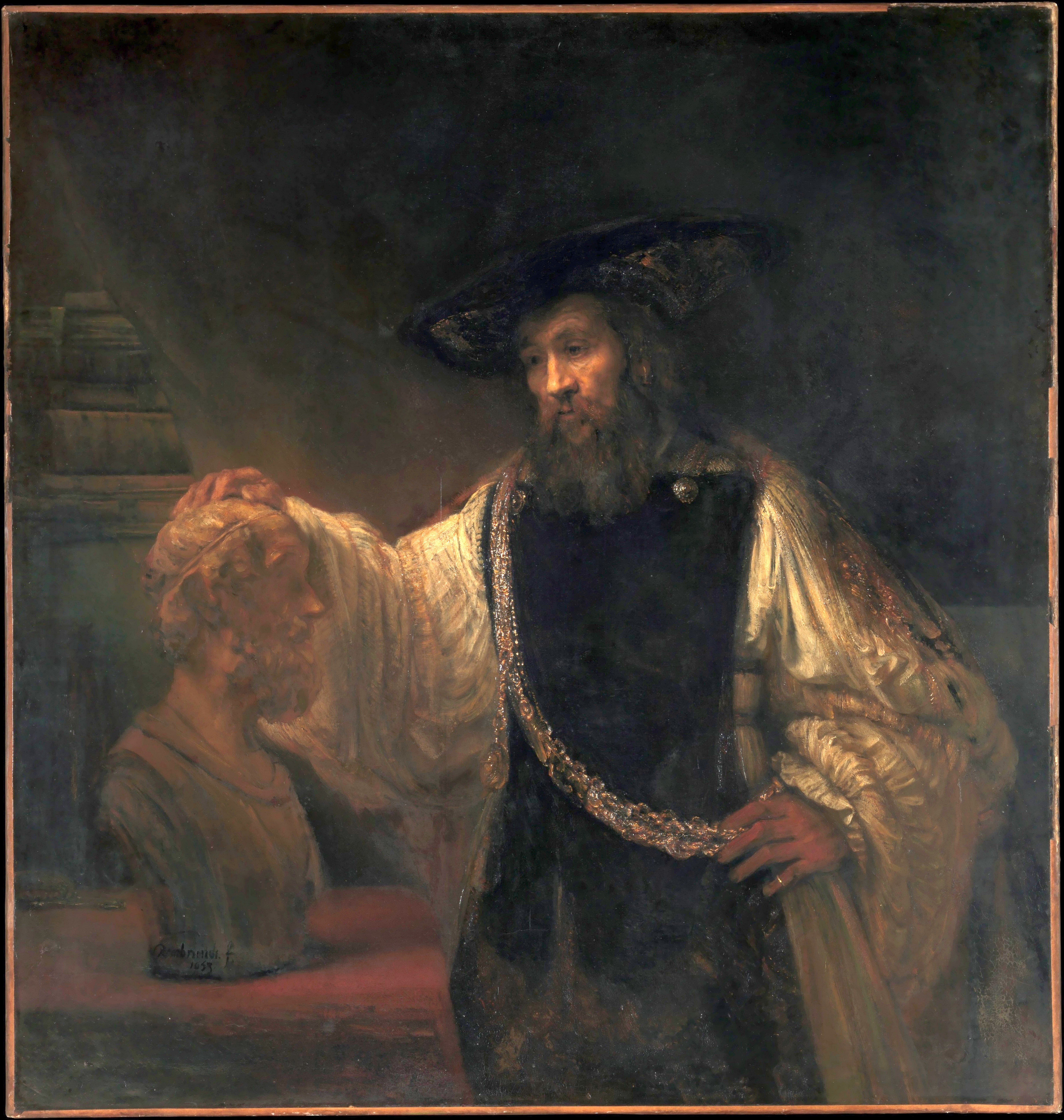
Aristoteles, avbildad av Rembrandt.

Aristoteles fysik utvecklades av den grekiske filosofen Aristoteles (384–322 f.Kr.) och innehåller många teorier kring fysikens natur. Dessa innehöll det som Aristoteles beskrev som de fyra elementen. Han talade om relationen mellan elementen, deras dynamik, hur de påverkade jorden, och hur de ofta attraherades av okända krafter.
Huvudprinciperna i Aristoteles fysik är:
1. Naturliga platser: varje element vill vara på olika platser relativt jordens mitt, som också är centrum för universum.
2. Gravitation/Svävning: för att nå denna position så dras objekt uppåt eller nedåt.
3. Rätlinjig rörelse: rörelse som beror av denna kraft är längs en rak linje och vid en konstant hastighet.
4. densitet-hastighet-förhållande: hastigheten är omvänt proportionell mot densiteten hos ett objekt.
5. Vakuum är omöjligt: rörelse i vakuum är oändligt snabb.
6. Heltäckande eter: alla platser i rymden är fyllda med materia.
7. Oändligt universum: rymden kan inte ha en gräns.
8. Kontinuumteori: mellan atomer finns vakuum, och därför kan inte materia vara atomisk.
9. Kvintessens: objekt ovan jord är inte skapad av jordlig materia.
10. Oföränderligt och evigt kosmos: solen och planeterna är perfekta sfärer, som inte förändras.
11. Cirkulär rörelse: planeter rör sig i en perfekt cirkulär rörelse.

Aristoteles antaganden är inte korrekta i något hänseende, och de beskriver inget i vårt universum. Samtida filosofer, som Demokritos och Arkimedes, avfärdade dessa teorier till fördel för atomismen och heliocentrin, men deras idéer var inte heller vida accepterade.

## Aristoteles fysik

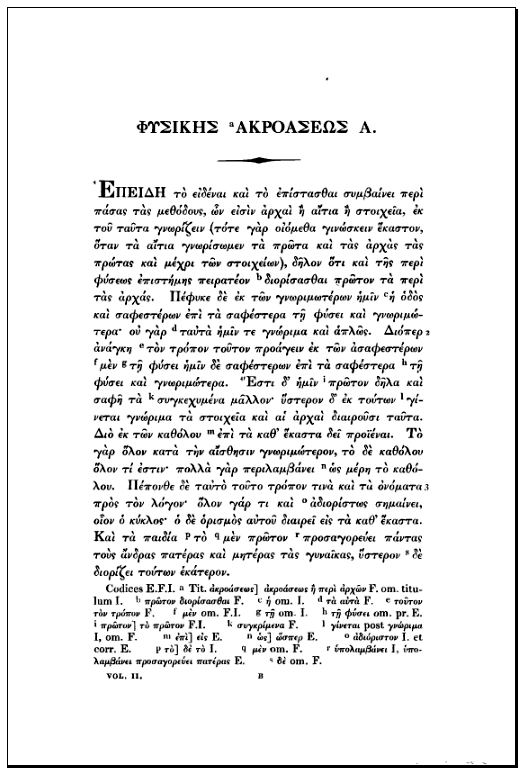
En sida från Physica, 1867 års upplaga.

Aristoteles lärde ut att elementen som jorden var uppbyggt av var av annat slag än de som byggde upp himlen och den yttre rymden. Han lärde också ut att dynamiken hos ett objekt berodde på dynamiken hos det som objektet är uppbyggt av.

### Elementen
Aristoteles trodde att det fanns fyra stycken huvudelement eller beståndsdelar som byggde upp jorden: jord, luft, vatten och eld. Han menade också att alla himlar, varje partikel i universum, hade skapats av ett femte element som han kallade för eter, som skulle ha varit viktlöst och oförstörbart. Etern var även känd som "kvintessens" som bokstavligt betyder "femte ämne".
Tyngre ämnen som järn och andra metaller ansågs främst bestå av elementet jord, blandat med en begränsad mängd av de andra. Andra, lättare ämnen troddes vara mindre jordiga, och mer utblandade med de andra. Människor var skapade av alla element, förutom etern, men proportionerna var unika för varje person, och det fanns inget standardmått.